# Ariranha do Ivaí
Ariranha do Ivaí est une municipalité brésilienne située dans l'État du Paraná.